# Street & Smith
Street & Smith Publications, Inc. fue una editorial de la ciudad de Nueva York especializada en libros de bolsillo baratos y publicaciones conocidas como novelas de diez centavos y pulp. También publicaron comic books y anuarios deportivos. Entre sus muchos títulos estaba la revista pulp de ciencia ficción Astounding Stories, adquirida de las revistas propiedad de William Clayton en 1933 y cuya publicación mantuvieron hasta 1961. Street & Smith fue fundada en 1855 y desapareció en 1959. Su sede central estaba situada en Séptima Avenida en Manhattan, en un edificio diseñado por Henry F. Kilburn.

## Historia
Francis Scott Street y Francis Shubael Smith establecieron su sociedad editorial en 1855 cuando adquirieron una revista de ficción caída en bancarrota. Posteriormente compraron el periódico New York Weekly Dispatch en 1858. Francis Smith fue el presidente de la compañía desde 1855 hasta su jubilación en 1887, momento en que su hijo Ormond Gerald Smith asumiendo su puesto. Francis Street murió en 1883 y Francis Smith el 1 de febrero de 1887. La compañía, que poseía un edificio histórico de seis plantas en la Séptima Avenida, se convirtió en una editorial de novelas baratas y revistas semanales a partir de 1880. En las primeras décadas del siglo XX, Ormond V. Gould fue el secretario de la compañía. Ormond Smith permaneció como presidente hasta su muerte en 1933.
En 1933 Street & Smith compró las publicaciones del editor William Clayton, entre las que se encontraba Astounding Stories. En 1934 publicaban 35 revistas diferentes, atendidas por una docena de editores como John Nanovic, Frank Blackwell, Daisy Bacon y F. Orlin Tremayne. La compañía pagaba a los escritores un centavo una palabra, que era la tarifa básica estándar entre los principales grupos aunque los editores de la periferia pagaban menos. En 1937, Street & Smith dejó de publicar parte de sus títulos pulp, como Top-Notch y Complete Stories, iniciando un largo proceso de disminución de su línea de publicaciones pulp. En 1938, Allen L. Grammer se convirtió en presidente. Había pasado más de veinte años como experto en ergonomía para la Curtis Publishing Company, e hizo una pequeña fortuna inventando un nuevo proceso de impresión. Grammer trasladó las oficinas a un rascacielos.
Publicaron comic books entre 1940 y 1949, siendo sus títulos más notables The Shadow (publicación basada en el personaje radiofónico La Sombra), que había comenzado en 1931 y fue tremendamente exitoso,  Super-Magician Comics, Supersnipe Comics, True Sport Picture Stories, Bill Barnes/Air Ace y Doc Savage, que había sido lanzada en marzo de 1933.
Street & Smith dejó de publicar todas sus revistas pulp y comics en 1949, vendiendo varios de sus títulos a Popular Publications. Las ventas habían disminuido con la llegada de la televisión.
Condé Nast Publications compró la compañía por más de 3,5 millones de dólares en 1959. Se continuó utilizado el nombre de la compañía en las revistas deportivas de pretemporada hasta 2007, cuando la división Advance de la American City Business Journals adquirió Sporting News (originalmente The Sporting News) y fusionó los anuarios deportivos de Street & Smith en los de The Sporting News.
El nombre de Street & Smith sobrevive como editor de Sports Business Journal, un periódico de Condé Nast.